# Østerport (metropolitana di Copenaghen)
La stazione di Østerport è una stazione della metropolitana di Copenaghen, posta alla diramazione delle linee M3 e M4.

## Storia
La stazione entrò in servizio il 29 settembre 2019, come parte della nuova linea circolare M3 (Cityringen).
Il 28 marzo dell'anno successivo, con l'apertura della prima tratta della linea circolare M4 fino a Orientkaj, divenne stazione di diramazione.

## Interscambi
- Stazione ferroviaria (Østerport)